# Richelieu (lớp thiết giáp hạm)
Lớp thiết giáp hạm Richelieu là những thiết giáp hạm lớn nhất cũng là cuối cùng của Hải quân Pháp. Có nguồn gốc từ lớp thiết giáp hạm Dunkerque, lớp tàu này dự định trang bị một dàn pháo chính rất đặc trưng gồm hai tháp pháo 380 mm bốn nòng ở vị trí bắn thượng tầng phía trước. Bốn thiết giáp, với ba thiết kế khác nhau, được dự trù trong các chương trình chế tạo hải quân năm 1935, 1936 và 1938. Chiếc thứ tư, với một tháp pháo bốn nòng phía trước và một phía sau, đánh dấu sự dịch chuyển trở về phương thức bố trí chính thống hơn cho thế hệ thiết giáp hạm Pháp tiếp theo, nhưng đã không được thực hiện do việc Pháp thua trận năm 1940. Chỉ có hai chiếc đầu tiên trong lớp Richelieu được hoàn tất, và đã phục vụ trong chiến tranh, trước tiên là dưới quyền kiểm soát của phe Vichy chống lại lực lượng Anh-Mỹ, rồi sau đó tham gia phe Đồng Minh và tiếp tục phục vụ cho đến những năm 1960.

## Bối cảnh

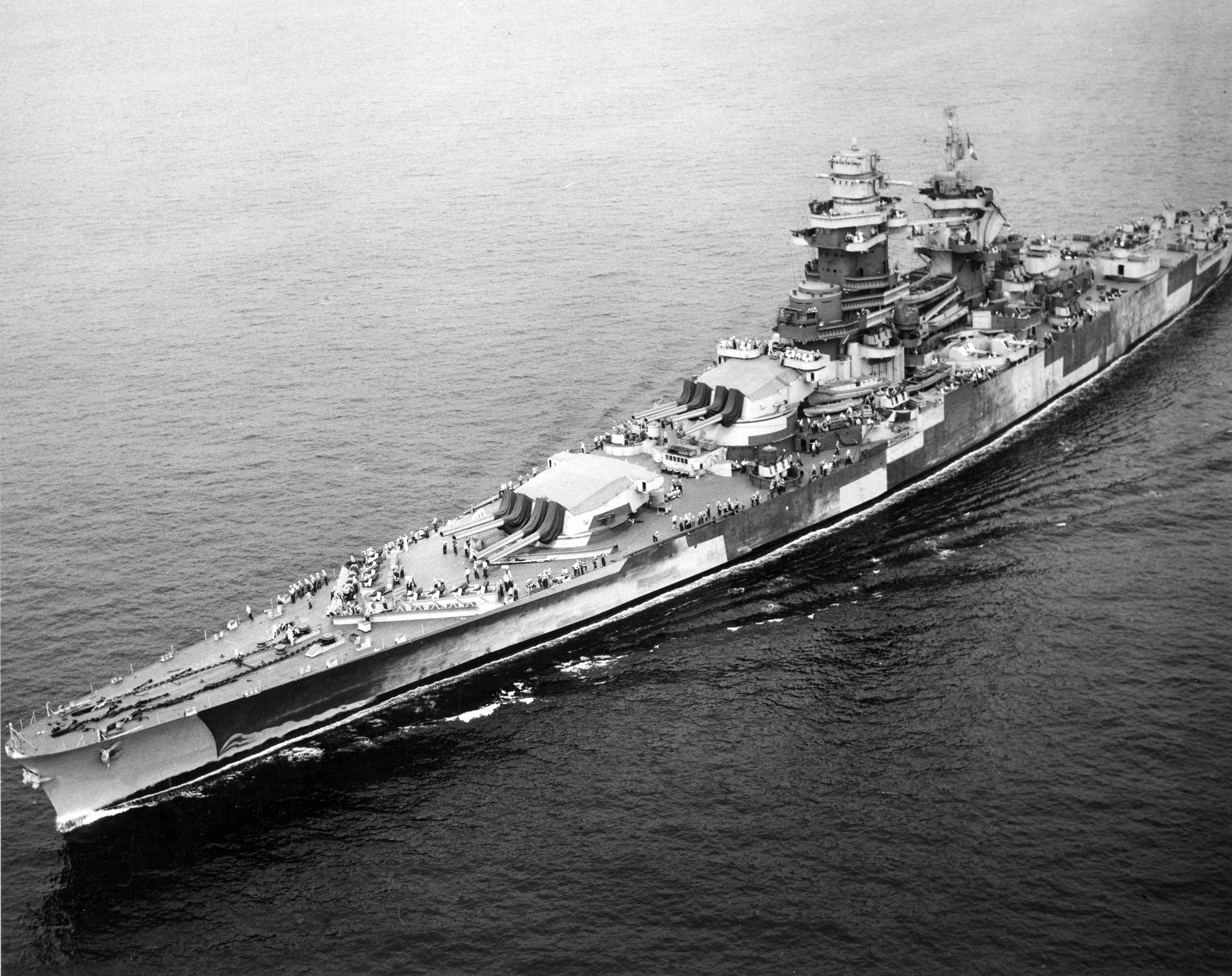
Richelieu trên đường đi trong Đại Tây Dương, tháng 8 năm 1943

Lớp Richelieu xuất phát từ lớp thiết giáp hạm Dunkerque, và được thiết kế nhằm đối phó mối đe dọa từ các thiết giáp hạm mới của Hải quân Ý (Regia Marina) Vittorio Veneto và Littorio. Tốc độ, sự bảo vệ, vũ khí trang bị và kỹ thuật nói chung của chúng khá tiên tiến, đáng chú ý nhất là sự sắp xếp tháp pháo bốn nòng bất thường.
Vào tháng 2 năm 1929, Hải quân Đức đặt lườn chiếc Deutschland, một kiểu tàu chiến mà người Đức xếp vào loại "tàu bọc thép" (tiếng Đức: Panzerschiff) có tải trọng 10.000 tấn, về mặt hình thức tuân thủ theo Hiệp ước Versailles, nhưng trong thực tế nặng hơn ít nhất 25%, nhưng điều này đã không được biết đến ngay vào lúc đó. Với hai tháp pháo 280 mm (11 inch) SK C/28 ba nòng và một tốc độ tối đa 28,5 knot, con tàu này có hỏa lực vượt trội hơn mọi chiếc tàu tuần dương hạng nặng, vốn chỉ trang bị pháo 203 mm (8 inch) nhằm tuân theo quy định của Hiệp ước Hải quân Washington giới hạn cỡ nòng dàn pháo chính của tàu tuần dương, và nhanh hơn mọi thiết giáp hạm chỉ trừ ba chiếc tàu chiến-tuần dương nhanh nhất của Hải quân Hoàng gia Anh: HMS Hood, HMS Renown và HMS Repulse. Lớp Deutschland thường được các nước khác, trước tiên là bởi Hải quân Hoàng gia Anh, gọi là những "thiết giáp hạm bỏ túi", cho dù tên chính thức mà người Đức gọi chúng là những "tàu tuần dương bọc thép".
Sau Deutschland, người Đức tiếp tục mở rộng lớp tàu này khi tiếp tục đặt lườn Admiral Scheer vào tháng 6 năm 1931 và Admiral Graf Spee vào tháng 10 năm 1932.
Phản ứng của Bộ Hải quân Pháp là đưa ra thiết kế sơ thảo cho một lớp tàu sẽ vượt trội hơn những "thiết giáp hạm bỏ túi" của Đức về hỏa lực, vỏ giáp và tốc độ. Phó Đô đốc Violette, Tổng tham mưu trưởng Hải quân Pháp, nhanh chóng nhận ra rằng, với một tải trọng dưới 26.000 tấn, không thể nào tích hợp hai tháp pháo bốn nòng phía trước với cỡ nòng lớn hơn 305 mm, tốc độ gần 30 knot và vỏ giáp có khả năng chống lại đạn pháo 280 mm. Vì vậy đã khai sinh ra lớp Dunkerque với tải trọng 35.000 tấn. Chiếc dẫn đầu của lớp tàu này, Dunkerque, mang tên thị trấn biểu trưng cho Chiến tranh với Đức năm 1914-1918, được đặt hàng trong Chương trình Chế tạo Hải quân 1932, và được đặt lườn vào ngày 24 tháng 12 năm 1932. Nó được nhanh chóng tiếp nối với chiếc thứ hai Strasbourg, được đặt lườn vào tháng 11 năm 1934.
Vào ngày 14 tháng 2 năm 1934, Đức tiếp tục đặt hàng hai thiết giáp hạm (mà người Anh xem chúng là tàu chiến-tuần dương), mà thiết kế được dựa trên lớp Ersatz Yorck vốn được vạch kế hoạch vào năm 1915. Chiếc Gneisenau được đặt lườn vào ngày 6 tháng 5 năm 1935, tiếp nối bởi chiếc Scharnhorst vào ngày 15 tháng 6 năm 1935. Chúng có trọng lượng rẽ nước nặng hơn lớp Dunkerque, vỏ giáp tốt hơn, và trang bị chín khẩu hải pháo 28 cm SK C/34, cùng cỡ với lớp Deutschland. Theo ý muốn của Adolf Hitler, một cỡ pháo nặng hơn đã từng được xem xét cho dàn pháo chính, vì lớp Dunkerque được trang bị cỡ pháo 330 mm; nhưng vào lúc những quyết định cuối cùng về thiết kế lớp tàu này được đưa ra, Đức đang đàm phán Thỏa thuận Hải quân Anh-Đức 1935, khi mà Chính phủ Anh khẳng định mong muốn giới hạn cỡ nòng pháo chính trên thiết giáp hạm. Vì vậy, một cách miễn cưỡng, kiểu hải pháo 28 cm SK C/34 cải tiến với nòng dài hơn, lưu tốc đầu đạn lớn hơn, nhưng có cùng cỡ nòng 280 mm đã được chọn.
Vì các nhà thiết kế Hải quân Pháp tin rằng vỏ giáp của lớp Dunkerque có thể chống lại đạn pháo 280 mm, họ đã không cần đến một lớp thiết giáp hạm nặng hơn sau đó, nếu như Benito Mussolini đã không tuyên bố vào ngày 26 tháng 5 năm 1934 quyết định chế tạo lớp thiết giáp hạm Vittorio Veneto tải trọng 35.000 tấn, những chiếc thiết giáp hạm Ý đầu tiên kể từ Hiệp ước Hải quân Washington.
Theo những điều khoản của Hiệp ước Washington, Pháp và Ý mỗi nước sẽ được phép thay thế, sau năm 1927, hai trong số các thiết giáp hạm cũ của họ, trong phạm vi giới hạn về tải trọng 35.000 tấn và cỡ pháo 16 inch; tuy nhiên Pháp và Italy đã không sử dụng quyền của mình. Lý do chính là do những khó khăn tài chính mà hai nước này gặp phải; nhưng ngay cả trong các cuộc đụng độ hải quân, tầm quan trọng của việc chế tạo thiết giáp hạm rất đáng nghi ngờ, Ở cả hai nước này, người ta thiên về cách hiện đại hóa tuần tự những thiết giáp hạm cũ thời Chiến tranh Thế giới thứ nhất, bao gồm các lớp Courbet và Bretagne của Pháp và lớp Conte di Cavour của Italy; đồng thời mỗi nước đã chế tạo bảy tàu tuần dương hạng nặng, cho đến khi Pháp quyết định chế tạo lớp thiết giáp hạm Dunkerque mới.
Ảnh hưởng bởi nỗi lo sợ là các thiết giáp hạm hiện đại mới của Pháp sẽ phá vỡ thế cân bằng lực lượng hải quân tại Địa Trung Hải, Italy quyết định công bố việc chế tạo hai chiếc thiết giáp hạm lớp Vittorio Veneto với một trọng lượng choán nước 35.000 tấn, trang bị pháo 381 mm trên ba tháp pháo ba nòng, một vỏ giáp bảo vệ và đai chống ngư lôi tương xứng, và một tốc độ tối đa 30 knot. Chúng được chính thức công bố là tuân thủ theo những giới hạn của Hiệp ước Washington về tải trọng tối đa của thiết giáp hạm, cho dù trong thực tế chúng nặng hơn 6.000 tấn. Các thiết giáp hạm Littorio và Vittorio Veneto được đặt lườn vào ngày 28 tháng 10 năm 1934.
Phản ứng của Pháp trước tuyên bố của Ý là quyết định đặt kế hoạch cho một lớp thiết giáp hạm mới, lớp Richelieu. Chiếc dẫn đầu của lớp được đặt lườn vào tháng 10 năm 1935.
Đức Quốc xã dấn thêm bước nữa khi đặt lườn hai thiết giáp hạm mới: Bismarck vào tháng 11 năm 1935 và Tirpitz vào tháng 6 năm 1936. Những con tàu này có nguyên lý thiết kế khá cổ điển, gồm tám khẩu pháo 380 mm trên các tháp pháo nòng đôi gồm hai phía trước và hai phía sau, dàn pháo chống hạm hạng hai gồm sáu tháp pháo nòng đôi bên mạn, hỏa lực phòng không mạnh mẽ với mười sáu khẩu 105 mm trên tám tháp pháo nòng đôi cùng nhiều khẩu 37 mm và 20 mm. Được chính thức công bố có trọng lượng choán nước 35.000 tấn, tải trọng thực tế của chúng thậm chí vượt quá 45.000 tấn.
Câu trả lời của Pháp là việc chế tạo chiếc thứ hai trong lớp Richelieu, Jean Bart, đặt lườn vào tháng 12 năm 1936. Năm 1937, Ý đặt hàng thêm hai thiết giáp hạm lớp Vittorio Veneto, sẽ được đặt lườn vào năm 1938.
Năm 1936, sự thất bại của Hội nghị Hải quân London thứ hai đánh dấu việc kết thúc sự giới hạn chạy đua vũ trang hải quân trên thế giới. Nhật Bản đã rút khỏi Hội nghị vào ngày 15 tháng 1 và Ý cũng từ chối ký kết Hiệp ước. Một điểm gọi là "điều khoản leo thang", được đưa vào Hiệp ước do sự thúc dục của các nhà thương lượng Hoa Kỳ, cho phép các nước tham gia: Pháp, Anh và Hoa Kỳ, nâng giới hạn cỡ nòng của dàn pháo chính từ 356 mm (14 inch) lên 406 mm (16 inch), và trọng lượng choán nước của thiết giáp hạm từ 35.000 lên 45.000 tấn, nếu như Nhật Bản hay Ý vẫn từ chối ký hiệp ước cho đến ngày 1 tháng 4 năm 1937. Hoa Kỳ đã áp dụng cỡ pháo 406 mm (16 inch) cho những lớp thiết giáp hạm nhanh mới của họ; Anh quyết định tôn trọng giới hạn của Hiệp ước Hải quân London thứ hai cho lớp King George V; Đức không liên quan vì họ không được mời tham gia Hội nghị, nhưng một cách chính thức, các thiết giáp hạm Bismarck và Tirpitz có cỡ pháo 380 mm và tải trọng 35.000 tấn. Vì vậy Pháp quyết định tôn trọng giới hạn 35.000 tấn và 380 mm cho đến khi không có thế lực hải quân nào tại Lục địa châu Âu vượt qua nó. Cân nhắc tất cả các điểm trên, vào cuối năm 1937, Tổng tư lệnh Hải quân Pháp mới nhậm chức, Đô đốc François Darlan, ra lệnh nghiên cứu một thiết kế thiết giáp hạm mới gồm hai chiếc, khi mà việc chạy thử máy chiếc Dunkerque cho phép đánh giá hiệu quả của thiết kế, đặc biệt là dàn pháo chính bốn nòng hướng toàn bộ ra phía trước, và dàn pháo hạng hai đa dụng (phòng không và đối hạm) với cỡ nòng tương đối nhẹ.

## Kế hoạch
Ba đề án khác nhau đã được đưa ra nghiên cứu: dự án A có cùng cách sắp xếp hai tháp pháo bốn nòng phía trước giống như của Richelieu, nhưng có cấu hình dàn pháo hạng hai khác biệt; dự án B có một tháp pháo bốn nòng phía trước và một tháp pháo phía sau; trong khi dự án C có hai tháp pháo ba nòng phía trước và một tháp pháo ba nòng phía sau, tất cả đều là pháo cỡ nòng 380 mm. Dự án C đã dẫn đến việc vượt quá 5.000 tấn bên trên giới hạn 35.000 tấn, nên đã không được đề nghị cho Bộ Hải quân.
Vào tháng 6 năm 1938, Đô đốc Darlan chọn dự án A biến thể 2 làm thiết kế để chế tạo thiết giáp hạm thứ nhất trong số cặp thứ hai của lớp Richelieu, vốn sẽ được đặt tên là "Clemenceau". Ông cũng chọn dự án B biến thể 3ter cho chiếc thứ hai, một thiết kế có sự tham gia của bản thân ông, và đặt tên là "Gascogne", một tỉnh của Pháp nơi ông đã sinh ra.
Tại sao chỉ trong một ngày lại có hai thiết kế khác nhau được chọn ? Câu trả lời là vì người ta buộc phải tận dụng số ít xưởng đóng tàu có khả năng đóng những con tàu lớn. Ụ tàu Salou tại Xưởng hải quân Brest đã được sử dụng vào việc đóng Richelieu vốn dự tính sẽ được hạ thủy vào tháng 1 năm 1939. Một thiết kế theo dự án B không thể được đặt lườn tại đây chỉ sáu tháng sau khi được chấp thuận, do phải mất ít nhất một năm mới có được bản vẽ chi tiết cuối cùng. Do đó một thiết giáp hạm đặt lườn vào tháng 1 năm 1939 bắt buộc phải theo thiết kế của dự án A. Ụ tàu "Caquot" tại Saint-Nazaire, đang sử dụng để chế tạo Jean Bart mà việc hạ thủy được dự tính vào tháng 10 năm 1940, có thể sử dụng để đóng chiếc thứ hai.
Clemenceau được đặt lườn vào ngày 17 tháng 1 năm 1939, cùng ngày mà Richelieu được hạ thủy, nhưng Jean Bart bị buộc phải rời khỏi ụ đóng tàu vào ngày 19 tháng 6 năm 1940, hầu như ngay trước mắt các đơn vị tiền phương của quân Đức, vì vậy Gascogne chưa bao giờ được đặt lườn.
Vào mùa Hè năm 1939, tình báo Pháp đã lưu ý Bộ Hải quân về việc Đức đã đặt lườn hai thiết giáp hạm được dự đoán có tải trọng 45.000 tấn và trang bị pháo 406 mm, về thực chất chính là lớp thiết giáp hạm H trong Kế hoạch Z. Pháp quyết định thiết kế lớp thiết giáp hạm mới bên ngoài giới hạn 35.000 tấn và 380 mm. Dựa trên những căn bản của dự án C năm 1938, thiết kế lớp tàu mới được hình thành và được đặt tên là lớp "Province" hay sau đó là lớp Alsace.

## Thiết kế
Đối với cả bốn chiếc trong lớp thiết giáp hạm Richelieu, các tiêu chí về trọng lượng choán nước, kích cỡ lườn tàu, vỏ giáp và hệ thống động lực đều tương tự như nhau; chúng chỉ khác nhau về cách bố trí dàn pháo chính trên chiếc cuối cùng, và đôi chút khác biệt về dàn pháo hạng hai cùng các thiết bị dành cho máy bay đối với mỗi chiếc.

### RichelieuvàJean Bart
Sự bố trí tháp pháo bốn nòng đã được tiên đoán trước, với nòng pháo 340 mm, trong thiết kế của các lớp thiết giáp hạm Normandie và Lyon ngay trước Thế Chiến I. Trong những giới hạn do Hiệp ước Hải quân Washington năm 1922 đặt ra, việc lựa chọn tháp pháo bốn nòng hướng ra trước của lớp thiết giáp hạm Dunkerque có lợi thế tiết kiệm trọng lượng dành cho vỏ giáp của tháp pháo, so với cấu hình bốn tháp pháo nòng đôi, trong khi có cùng một sức mạnh hỏa lực. Toàn bộ dàn pháo chính đều bắn hướng ra phía trước, khi mà con tàu rút ngắn khoảng cách nhằm tiếp cận đối phương, ở một góc mà nó có tiết diện mục tiêu nhỏ nhất có thể có.
Đối với lớp Richelieu, cách bố trí dàn pháo chính như vậy lại được chọn sau khi cân nhắc các khả năng bố trí ba tháp pháo khác: một tháp pháo ba nòng và hai nòng đôi, hai tháp pháo ba nòng và một nòng đôi, một tháp pháo bốn nòng và hai nòng đôi, thậm chí ba tháp pháo ba nòng như trên lớp Nelson, tất cả đều được bố trí phía trước, nhưng đều dẫn đến một dàn pháo chính kém tập trung. Tuy nhiên, mọi cách sắp xếp ba tháp pháo đều dẫn đến việc vượt quá giới hạn tải trọng của Hiệp ước Washington hay một tốc độ tối đa kém hơn như trường hợp những chiếc lớp Nelson. Đến tháng 11 năm 1934, Phó Đô đốc Tổng tư lệnh Hải quân Pháp Durand-Viel lựa chọn cấu hình hai tháp pháo bốn nòng, và cỡ nòng pháo 380 mm được xem là cỡ pháo lớn nhất phù hợp với cách bố trí này.
Khuyết điểm của cách bố trí này là một phát đạn pháo may mắn duy nhất bắn trúng tháp pháo cũng đủ để loại khỏi vòng chiến một nửa hỏa lực dàn pháo chính của con tàu. Vì vậy tháp pháo bốn nòng trên các lớp Dunkerque và Richelieu được phân chia bên trong nhằm cô lập sự hư hỏng. Trên những tháp pháo bốn nòng của Pháp, bốn nòng pháo không được bố trí độc lập, vì sẽ đòi hỏi một bệ tháp pháo đường kính quá lớn; từng cặp nòng pháo bên phải và bên trái được bố trí chung trên một bệ có cùng góc nâng. Cấu trúc này trên các thiết giáp hạm Pháp đã chứng minh được hiệu quả trong các hoạt động tại Mers-el-Kébir và Toulon. Đây không phải là trường hợp các tháp pháo 14 inch bốn nòng trước và sau trên lớp thiết giáp hạm King George V của Anh Quốc, vốn được bố trí hoàn toàn độc lập với nhau. Hai nòng pháo cùng cặp được bố trí gần với nhau đến mức, một hiệu ứng sóng dội xảy ra khi bắn đồng thời đưa đến sự phân tán điểm rơi đạn pháo quá mức, vốn chỉ được sửa chữa trên lớp Richelieu vào năm 1948.
Đối với dàn pháo hạng hai, các kế hoạch ban đầu giữ lại cỡ nòng 130 mm trên năm tháp pháo bốn nòng, trên cùng một vị trí như của lớp Dunkerque, nhưng với hai tháp pháo bốn nòng bên mạn giữa tàu thay vì nòng đôi. Nhưng người ta nhanh chóng ý thức sự cần thiết phải tăng lên cỡ nòng 152 mm trên các tháp pháo ba nòng. Kế hoạch cũng dự định một dàn pháo phòng không hạng nhẹ 75 mm, nhưng lại bị hủy bỏ. Ngay vào lúc bắt đầu chiến tranh, tháng 11 năm 1939, ý tưởng về dàn pháo hạng nhẹ quay trở lại, với việc thay thế các tháp pháo 152 mm ba nòng bên mạn giữa tàu bằng ba tháp pháo 100 mm nòng đôi, vốn được tháo dỡ từ thiết giáp hạm Lorraine và từ một khẩu đội pháo phòng duyên gần Marseille. Các tháp pháo 152 mm giữa tàu này thậm chí còn chưa được trang bị cho chiếc Jean Bart, tất cả được dự trữ nhằm trang bị cho những chiếc cuối cùng trong lớp là Clemenceau và Gascogne, nhưng điều này đã không được thực hiện.
Các thiết bị dành cho máy bay: hầm chứa, cần cẩu và hai máy phóng phục vụ cho bốn máy bay được trang bị phía đuôi của Richelieu. Khác biệt dễ thấy nhất so với lớp Dunkerque là bộ điều khiển hỏa lực phía sau của dàn pháo chính không được bố trí trên một tháp riêng biệt sau ống khói, nhưng trên một khối cột ăn-ten và ống khói kết hợp gọi là "mack" (từ kết hợp của "mast" - cột buồm và "stack" - ống khói), nhờ đó phần mở ra của ống khói đặt chéo ra phía sau bên dưới tháp chỉ huy.

### Clemenceau
Trên chiếc Clemenceau, cách sắp xếp dàn pháo chính cũng tương tự như của Richelieu và Jean Bart. Dàn pháo hạng hai dự định bao gồm bốn tháp pháo 152 mm ba nòng, gồm hai tháp pháo phía giữa hai bên mạn cấu trúc thượng tầng và hai tháp pháo bắn thượng tầng phía đuôi; nhưng các tháp pháo hai nên mạn giữa tàu, được thiết kế vào lúc con tàu được đặt hàng vào giữa năm 1938, có thể đã được tháo bỏ như đã quyết định đối với Richelieu và Jean Bart vào tháng 11 năm 1940 tiếp theo sau những kinh nghiệm ban đầu trong chiến tranh. Nhằm mục đích phòng không, sáu tháp pháo phòng không 100 mm nòng đôi được trang bị, hai chiếc mỗi bên ống khói phía sau và hai phía trước tháp chỉ huy..
Các thiết bị dành cho máy bay được cho là có dự trù ở phía đuôi chiếc Clemenceau nhưng các nguồn khác cho thấy không có thiết bị dành cho máy bay.

### Gascogne
Đặc tính khác biệt dễ thấy nhất của Gascogne là sự quay trở lại một dàn pháo chính truyền thống hơn với một tháp pháo phía đuôi; đưa đến sự dịch chuyển cấu trúc thượng tầng về phía trước đến gần ngay giữa tàu, không còn bị xem là quá lui về phía sau so với những chiếc lớp Richelieu ban đầu. Dàn pháo hạng hai của Gascogne sẽ bao gồm ba tháp pháo 152 mm ba nòng trên cùng một trục giữa, hai chiếc ở vị trí bắn thượng tầng phía trước và một giữa ống khói và tháp pháo 380 mm phía sau; cùng tám khẩu đội phòng không 100 mm nòng đôi hai bên mạn tàu.
Trên những phác thảo thiết kế ban đầu của Gascogne, các thiết bị máy bay được dự định trang bị giữa tàu, giữa tháp phía trước và ống khói; nhưng việc bố trí bổ sung pháo phòng không 100 mm khiến phải dời chỗ chúng ra phía đuôi tàu, với một hầm chứa máy bay trong một hốc trên hầm tàu thứ nhất, cùng một thang nâng để đưa các thủy phi cơ lên sàn tàu.

## Lịch sử

### Richelieu
Vào tháng 1 năm 1940, Richelieu rời ụ tàu để được tiếp tục trang bị tại ụ tàu Laninon thuộc Xưởng hải quân Brest. Được chế tạo riêng biệt, mũi tàu và đuôi tàu được lắp ráp tại đây, do ụ tàu Salou chỉ dài 200 m. Đến tháng 4 năm 1940, nó ra khơi lần đầu tiên; rồi tiến hành chạy thử máy và tác xạ trong cuối tháng 5 và giữa tháng 6, đạt được tốc độ 32 knot và bắn thử vài phát từ dàn pháo chính và pháo hạng hai. Do việc quân đội Đức tiến quân đến gần, nó buộc phải rời Brest vào ngày 18 tháng 6 hướng đến Dakar, mang trên tàu 250 quả đạn pháo cho dàn pháo chính nhưng chỉ với 48 liều thuốc phóng. Nó đến Dakar vào ngày 23 tháng 6.
Ngày 8 tháng 7, năm ngày sau vụ tấn công tại cảng Mers-el-Kébir, Richelieu bị sáu máy bay ném ngư lôi tấn công và bị đánh trúng phía đuôi, làm hư hại trục chân vịt bên mạn phải. Cuối tháng 9 năm 1940, nó tham gia vào việc phòng thủ Dakar chống lại một dự định đổ bộ do lực lượng liên quân Anh-Pháp tự do tiến hành (Chiến dịch Menace). Nó may mắn chỉ bị hư hại nhẹ bởi những phát suýt trúng trong số khoảng 250 phát hải pháo BL 381 mm (15 inch) Mk I từ các thiết giáp hạm HMS Barham và HMS Resolution Anh Quốc. Tuy nhiên, khi sử dụng dàn pháo chính của mình bắn trả hạm đội Anh, chủ yếu nhắm vào HMS Barham, nó đã chịu hư hại nặng ba trong số các nòng pháo của dàn pháo chính. Một ủy ban điều tra do Đô đốc Hervé de Penfentenyo dẫn đầu vào năm 1941 đã kết luận về nguyên nhân của sự cố này. Đó là do sử dụng nhầm kiểu thuốc phóng SD19 vốn dành cho Strasbourg đang được dự trữ tại Dakar, thay vì kiểu thuốc phóng SD21 chế tạo riêng cho nó.
Công việc sửa chữa tạm thời được tiến hành tại Dakar, nơi mà một số vũ khí phòng không hạng nhẹ được bổ sung sau khi xác định các tháp pháo 152 mm không có hiệu quả phòng không, và vào tháng 4 năm 1941, Richelieu là thiết giáp hạm Pháp đầu tiên được trang bị các thiết bị radar (gọi là thiết bị dò tìm điện-từ) đầu tiên do Pháp chế tạo. Đến ngày 24 tháng 4 năm 1941, Richelieu có thể di chuyển với tốc độ 14 knot (26 km/h) với ba động cơ, chân vịt thứ tư đã bị tháo dỡ. Trong tháng 7 năm 1941, ba thủy phi cơ Loire 130 được đưa lên tàu.
Vào tháng 11 năm 1942, lực lượng Đồng Minh đổ bộ thành công lên gần Casablanca, Oran và Algiers. Không lâu sau đó lực lượng Pháp tại Tây Phi gia nhập vào phe Đồng Minh, và Richelieu được quyết định cho tái trang bị dưới sự giúp đỡ của Hoa Kỳ. Hai máy phóng máy bay cùng một số vũ khí phòng không được tháo dỡ để thay bằng các kiểu vũ khí khác.
Richelieu rời Dakar vào ngày 30 tháng 1 năm 1943 cùng với tàu tuần dương Montcalm và đến nơi vào ngày 11 tháng 2 để được tái trang bị tại Xưởng hải quân New York. Bốn nòng pháo từng trang bị cho Jean Bart được chở từ Casablanca đến để thay thế cho ba nòng pháo bị hư hại của tháp pháo trên của Richelieu, chiếc thứ tư được dùng trong thử nghiệm tầm bắn tại Trung tâm Hải quân Dahlgren.
Chỗ trống có được phía đuôi tàu nhờ tháo dỡ các thiết bị máy bay được sử dụng để trang bị các khẩu đội phòng không 40 mm. Hoả lực phòng không nói chung được tăng cường đáng kể với 48 khẩu 20 mm trên các bệ nòng đơn thay thế cho các súng máy 13,2 mm Hotchkiss nguyên thủy, cùng 14 khẩu đội 40 mm bốn nòng thay thế cho các khẩu 37 mm bán tự động. Việc áp dụng sơ đồ pháo hạng hai kiểu Mỹ giúp cho việc cung cấp đạn dược thuận lợi hơn, và một nhà máy đặc biệt được được dành riêng để sản xuất đạn pháo với cỡ nòng phù hợp cho dàn pháo chính. Máy đo tầm xa trên cao nhất của tháp phía trước dành cho dàn pháo 152 mm, vốn chưa bao giờ sử dụng, được tháo dỡ, và cột ăn-ten sau được cắt ngắn. Hai thiết bị radar được trang bị cho mục đích cảnh báo không trung và mặt biển, nhưng đã không được trang bị radar hướng dẫn hỏa lực. Tất cả các sự cải biến này khiến trọng lượng choán nước tăng thêm 3.000 tấn. Sau khi chạy thử máy đạt được tốc độ tối đa 30,2 knot, việc tái trang bị được tuyên bố hoàn tất vào ngày 10 tháng 10 năm 1943.
Richelieu gia nhập Hạm đội Nhà Anh Quốc từ tháng 11 năm 1943 đến tháng 3 năm 1944, được trang bị trong giai đoạn này những thiết bị radar bổ sung trong đó một số là của Anh. Sau đó nó gia nhập Hạm đội Viễn Đông (Anh Quốc), tham gia cuộc bắn phá Sabang vào ngày 19 tháng 4 năm 1944, và tiếp tục bắn pháo hỗ trợ tại các vùng biển Viễn Đông cho đến khi quay trở về Pháp vào tháng 9. Sau một tuần lễ tại Toulon, nó lên đường đi Casablanca để bảo trì, đến nơi vào ngày 10 tháng 10 năm 1944. Nó được tái trang bị tại Gibraltar vào tháng 1 năm 1945, rồi tái gia nhập Hạm đội Viễn Đông từ tháng 3 năm 1945 cho đến khi chiến tranh chống Nhật kết thúc. Trong những tháng cuối cùng của năm 1945, Richelieu tham gia vào việc đưa lực lượng Pháp quay trở lại Đông Dương.
Sau năm 1946, Richelieu hiện diện như một tàu chiến trong thời bình, xen kẻ các đợt huấn luyện với các chuyến đưa Tổng thống Cộng hòa Pháp viếng thăm các thuộc địa cũ tại Tây Phi năm 1947, tập trận cung với tàu sân bay Arromanches (R95) (nguyên là HMS Colossus của Hải quân Hoàng gia Anh) khi nó gia nhập Hải quân Pháp, cùng các chuyến viếng thăm chính thức Anh Quốc hay Bồ Đào Nha. Trong một đợt đại tu tại Toulon, nó được trang bị các bộ radar do Pháp chế tạo, cùng bốn nòng pháo 380 mm nguyên được dự trữ dành cho Clemenceau, bị quân Đức chiếm trong chiến tranh và sử dụng như pháo phòng duyên tại Na Uy và Normandy, cũng như được thử nghiệm tại cơ sở của hãng Krupp tại Meppen, Đức.
Quay trở lại hoạt động, vào ngày 26 tháng 1 năm 1956, nó đã cùng cơ động chung với con tàu chị em Jean Bart trong vòng vài giờ, trước khi được đặt căn cứ tại Brest như một trường huấn luyện tác xạ. Được đưa về lực lượng dự bị năm 1958, nó được cho ngừng hoạt động năm 1968 rồi được bán để tháo dỡ tại Ý.

### Jean Bart
Jean Bart được đặt lườn vào tháng 12 năm 1936, được chế tạo trong một ụ tàu lớn của Xưởng đóng tàu Atlantic & Loire tại Saint-Nazaire, sau này được đổi tên thành "ụ tàu Jean Bart", được dự định sẽ hạ thủy vào tháng 10 năm 1940. Vào tháng 5 năm 1940, người ta quyết định gửi chiếc thiết giáp hạm chưa hoàn tất đến một nơi an toàn hơn ở Anh hay Bắc Phi thuộc Pháp, bên ngoài tầm hoạt động của Không quân Đức. Con tàu được cho nổi bên trong một vũng sông, được ngăn cách với tuyến đường sông bởi một đập đắp bằng đất. Khi tình hình diễn biến của Trận Pháp hầu như sẽ dẫn đến việc thua trận vào cuối tháng 5, đập đất bắt đầu được đào sẵn sàng cho việc hạ thủy nó lúc con nước thủy triều tiếp theo vào ngày 20 tháng 6. Một nửa hệ thống động lực của nó, các nồi hơi và turbine, được trang bị để hoạt động khi cần thiết. Ngày 18 tháng 6, khi các sư đoàn xe tăng Đức tiến đến gần, vị chỉ huy của Jean Bart được lệnh sẵn sàng rời đến Casablanca hay đánh đắm con tàu. Không thể đợi đến nữa đêm hôm sau, và với một giới hạn mớn nước rất hẹp để vượt qua, vào những giờ đầu tiên của ngày 19 tháng 6, hầu như trong tầm nhìn của các đơn vị tiền phương Đức, Jean Bart, chỉ mới hoàn tất 75% và các động cơ hơi nước chưa từng hoạt động, và dưới mối đe dọa của máy bay ném bom Đức, được đưa ra khỏi ụ tàu St. Nazaire và đi đến Casablanca, Maroc, vào ngày 22 tháng 6.
Chỉ có một trong số hai tháp pháo 380 mm của nó được trang bị, các nòng pháo của tháp pháo thứ hai bị bỏ lại hay bị mất khi chiếc tàu hàng chở chúng đi theo bị đánh chìm. Dàn pháo hạng hai 152 mm cũng chưa được gắn, và được thay thế bằng các khẩu đội súng máy phòng không. Máy đo tầm xa điều khiển hỏa lực cũng chưa được trang bị. Jean Bart tiếp tục neo đậu tại cảng Casablanca trong tình trạng chưa hoàn tất, vì tại Bắc Phi không có các phương tiện công nghiệp để hoàn thành nó.
Vào ngày 8 tháng 11, lực lượng Đồng Minh đã đổ bộ lên Bắc Phi thuộc Pháp trong khuôn khổ Chiến dịch Torch. Jean Bart đã sử dụng các khẩu pháo 380 mm của nó chống lại các tàu chiến Mỹ đang hỗ trợ cho cuộc đổ bộ; tầm xa tác xạ được các trạm trên bờ tính toán phối hợp rồi gửi dữ liệu bằng điện thoại đến chiếc tàu chiến. Nhưng nó nhanh chóng bị câm họng bởi các phát đạn pháo 406 mm từ thiết giáp hạm USS Massachusetts, làm hỏng cơ cấu xoay tháp pháo của chiếc thiết giáp hạm Pháp. Đến ngày 10 tháng 11, được sửa chữa qua loa, Jean Bart đã bắn suýt trúng tàu tuần dương hạng nặng USS Augusta, soái hạm của Lực lượng Đặc nhiệm 34; tuy nhiên máy bay ném bom từ tàu sân bay USS Ranger nhanh chóng gây hư hại nặng cho mũi và đuôi tàu, và chiếc thiết giáp hạm mắc cạn xuống đáy bùn trong cảng với các sàn tàu ngập nước.
Sau khi lực lượng Pháp tại Bắc Phi gia nhập vào phe Đồng Minh, Jean Bart xem ra vẫn có giá trị để có thể tái trang bị dưới sự giúp đỡ của Hoa Kỳ như trường hợp của Richelieu. Như được trình bày bởi Phó đô đốc Fenard, Trưởng phái bộ Hải quân Pháp tại Hoa Kỳ, mong muốn của Hải quân Pháp hoàn tất Jean Bart tại một xưởng tàu của Mỹ, được đưa ra thảo luận trong năm 1943. Nhưng các giới chức Hải quân Mỹ cho rằng việc này vượt quá khả năng của họ, vì con tàu quá khác biệt so với những tàu chiến Mỹ tương đương, và thiếu hụt những vật liệu đặc thù. Thay vì hoàn tất nó như thiết kế, người ta đề nghị vào tháng 5 năm 1943 chỉ hoàn tất nó với một tháp pháo, bằng những khẩu 340 mm lấy từ thiết giáp hạm Lorraine đã gia nhập lực lượng Đồng Minh sau khi ở lại Alexandria từ năm 1940 đến năm 1943; cùng mười lăm tháp pháo 127 mm nòng đôi đa dụng do Mỹ chế tạo, và những thiết bị để mang theo sáu máy bay, vốn sẽ biến Jean Bart thành một kiểu thiết giáp hạm lai tàu sân bay. Một đề nghị thứ hai với cùng một kiểu dàn pháo chính như trên cùng nhiều kiểu pháo cao xạ sẽ biến nó thành một thiết giáp hạm phòng không. Tuy nhiên, cuối cùng, Đô đốc King, Tư lệnh Hải quân Hoa Kỳ quyết định vào tháng 3 năm 1944, bác bỏ mọi đề nghị của Pháp, và Jean Bart tiếp tục ở lại Casablanca.
Jean Bart quay trở về Pháp vào năm 1945, và nó được hoàn tất vào năm 1949 theo một thiết kế được nâng cấp, ảnh hưởng nhiều bởi những bài học rút ra được trong chiến tranh. Nó tham gia vụ Khủng hoảng kênh đào Suez ngoài khơi Ai Cập vào năm 1956; nhưng chưa từng đối đầu với tàu chiến đối phương nào khác cho đến khi đưa về lực lượng dự bị năm 1957, ngừng hoạt động năm 1961 và bị tháo dỡ vào năm 1969.

### ClemenceauvàGascogne
Clemenceau chưa hoàn tất và bị tháo dỡ đang khi chế tạo. Gascogne chưa hề được đặt lườn.

## Những hình ảnh

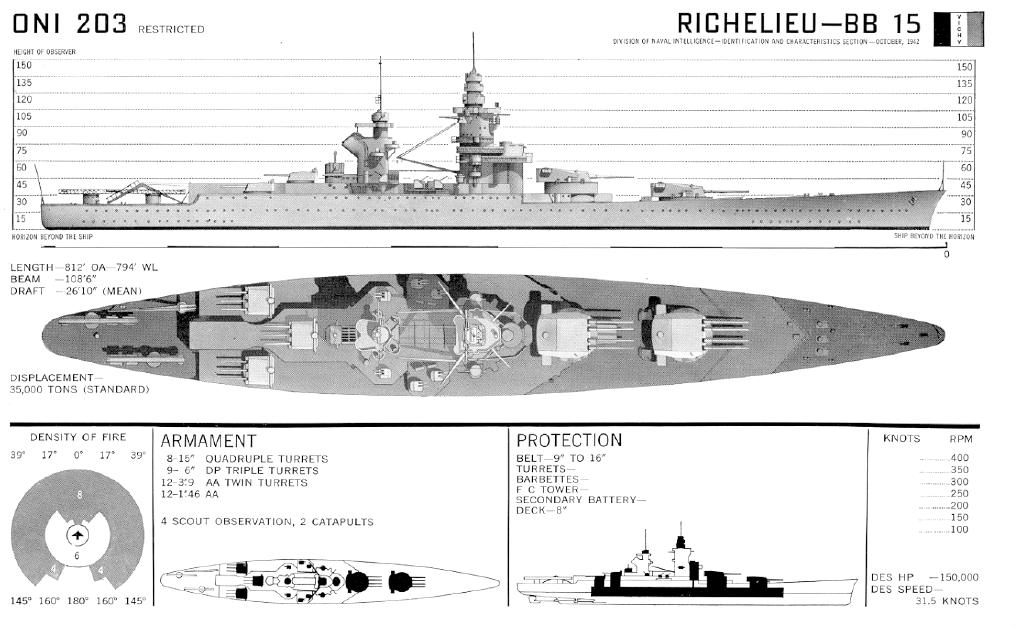
Sơ đồ nhận dạng lớp của Hải quân Mỹ
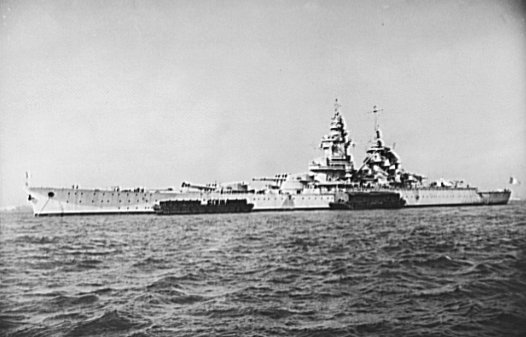
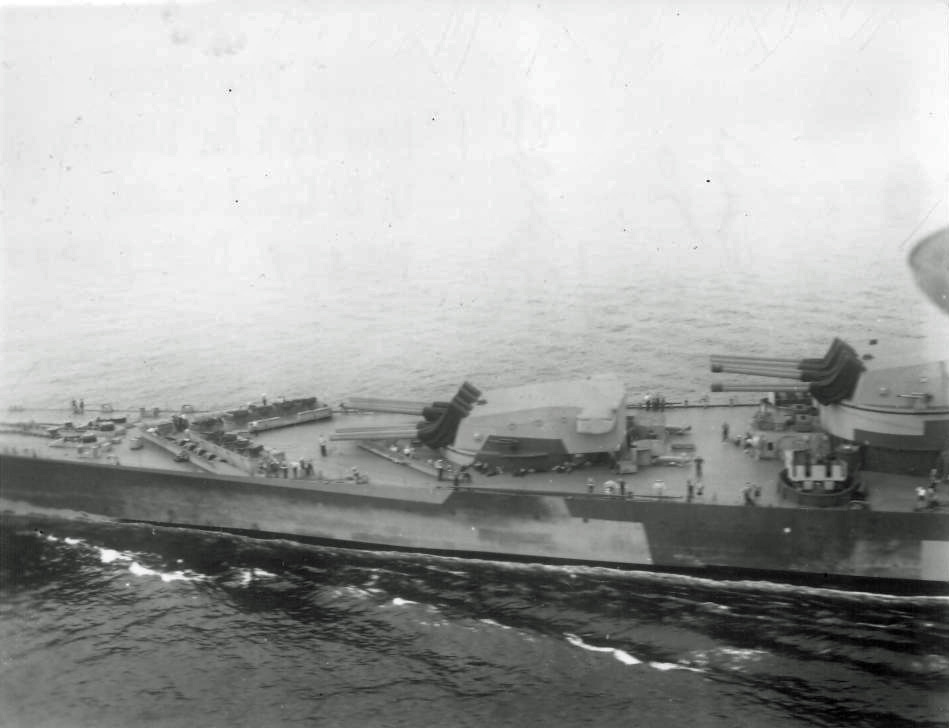
Tháp pháo 380 mm bốn nòng trước mũi
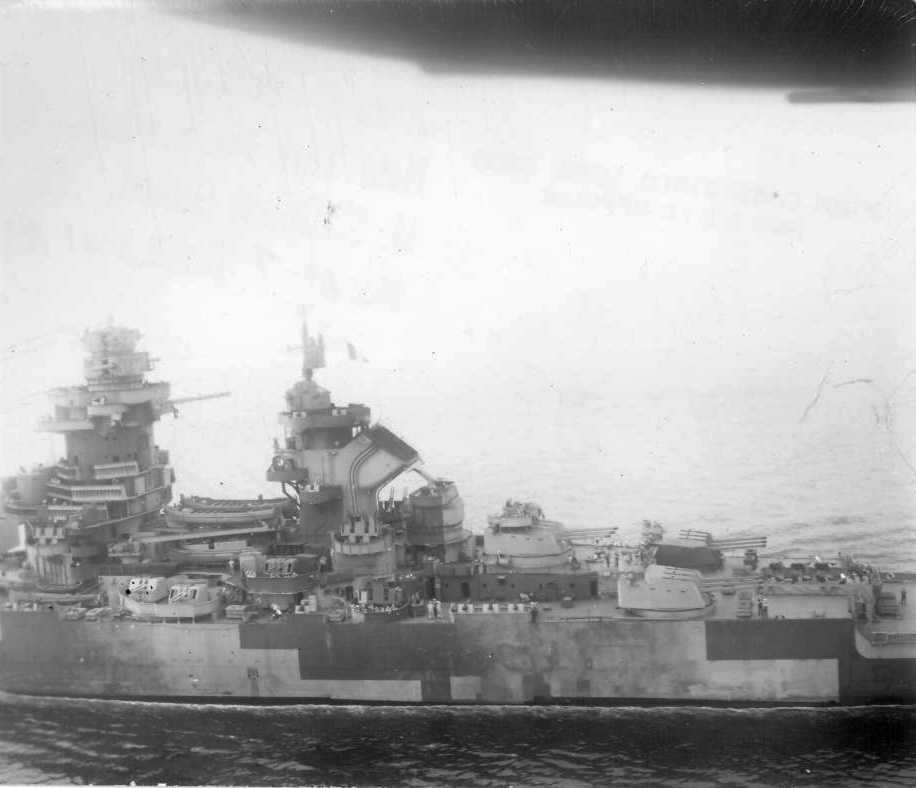
Tháp pháo 152 mm đa dụng phía đuôi